# Pristimantis mnionaetes
Espèce
Synonymes
- Eleutherodactylus mnionaetes Lynch, 1998

Statut de conservation UICN

 EN B1ab(iii) : En danger
Pristimantis mnionaetes est une espèce d'amphibiens de la famille des Craugastoridae.

## Répartition
Cette espèce est endémique du département de Boyacá en Colombie. Elle se rencontre dans les municipalités de Ramiriquí et de Zetaquirá entre 3 060 et 3 800 m d'altitude dans la cordillère Orientale.

## Description
Les mâles mesurent de 17,9 à 20,8 mm et les femelles de 30,1 à 33,5 mm.

## Publication originale
- Lynch, 1998 : A new frog (genus Eleutherodactylus) from cloud forests of southern Boyaca. Revista de la Academia Colombiana de Ciencias Exactas Fisicas y Naturales, vol. 22, no 84, p. 429-432 (texte intégral).